# Kiyohiko Shibukawa
Kiyohiko Shibukawa (渋川清彦, Shibukawa Kiyohiko), de son vrai nom Tanaka Kiyohiko (田中 清彦, Kiyohiko Tanaka), est un acteur et mannequin japonais né le 2 juillet 1974.

## Biographie
En 1992, alors qu'il est âgé de dix-neuf ans, il est repéré par la photographe américaine Nan Goldin. Cette dernière, fraîchement débarquée au Japon, le fait poser pour son livre de photos Tokyo Love. Par la suite, Nan Goldin l'emmène dans un bar de jazz à Shinjuku et l'introduit auprès d'un autre photographe, Takashi Homma.
S'il est passionné par la musique (notamment The Beatles), c'est en tant que mannequin que sa carrière est lancée : sous l'égide de Goldin et Homma, il débute dans le mannequinat sous le pseudonyme KEE.
Repéré par Toshiaki Toyoda, il s'oriente rapidement vers le cinéma. En 2006, il adopte le nom de scène Kiyohiko Shibukawa, Shibukawa étant sa ville natale.
Il officie également comme batteur au sein du groupe psychobilly DTKINZ.

Depuis 1998, il est apparu dans plus de cent films et s'est imposé comme l'un des comédiens fétiches de Takashi Miike.

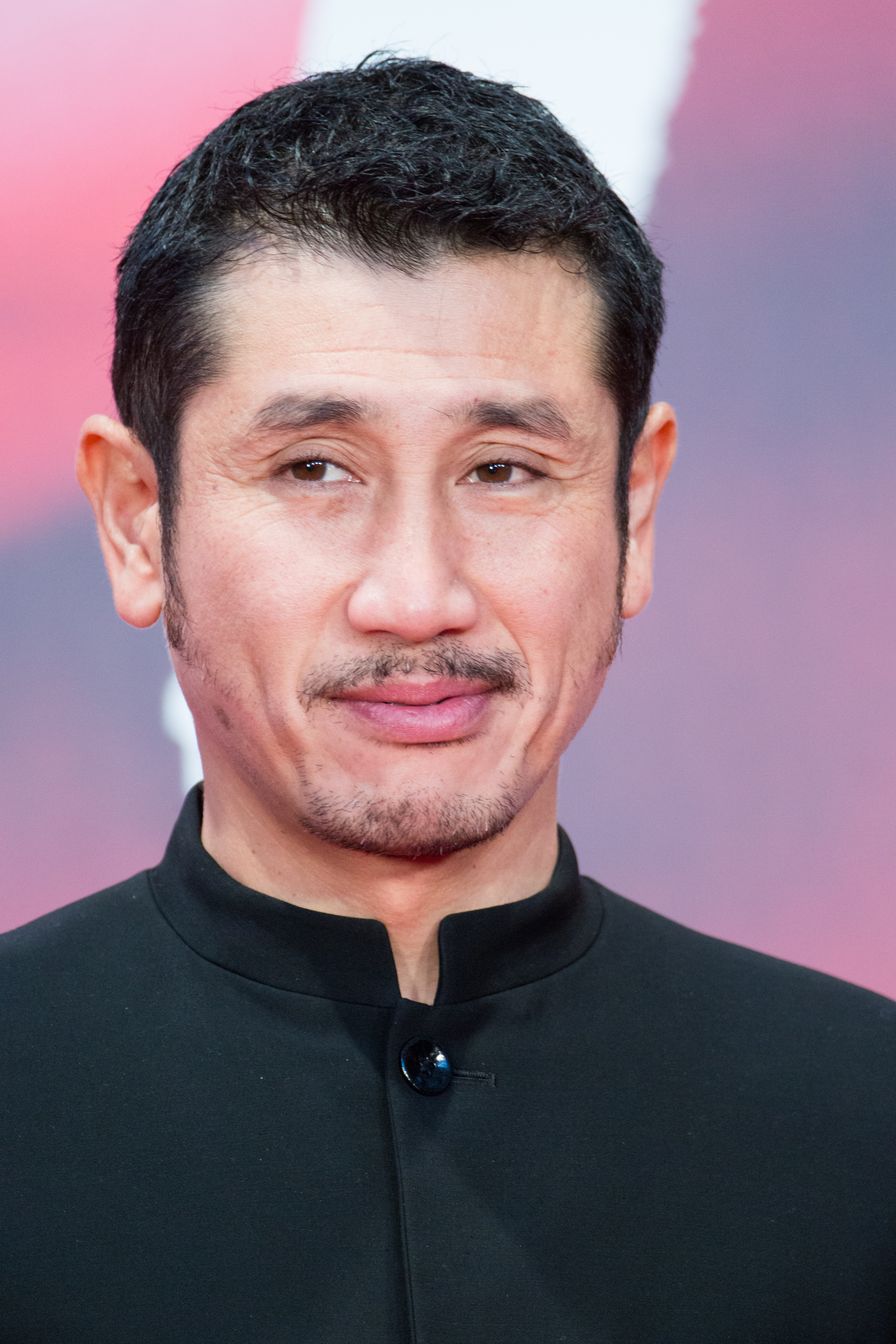
L'acteur en 2017.

## Filmographie sélective
- 2001 : Ichi the Killer de Takashi Miike
- 2001 : Wasabi de Gérard Krawczyk
- 2006 : Big Bang Love, Juvenile A de Takashi Miike
- 2008 : Passion de Ryūsuke Hamaguchi
- 2012 : 25 novembre 1970 : le jour où Mishima choisit son destin de Kōji Wakamatsu
- 2015 : Love and Peace de Sion Sono
- 2015 : Yakuza Apocalypse de Takashi Miike
- 2018 : Dare to Stop Us de Kazuya Shiraishi
- 2018 : Qui a volé le chaudron ? de  Leo Satō (ja)
- 2021 : Contes du hasard et autres fantaisies de Ryūsuke Hamaguchi
- 2023 : Lumberjack the Monster de Takashi Miike